# Bornemisza Géza (politikus)
Kecskeméthi Bornemisza Géza Péter (Munkács, 1895. december 20. – Budapest, 1983. június 4.) elektrotechnikai mérnök, országgyűlési képviselő, kereskedelmi, iparügyi, illetve kereskedelem- és közlekedésügyi miniszter volt a Gömbös-, Darányi-, Imrédy- és Kállay-kormányban.

## Karrierjének kezdete
Nemesi családban született, apja kechkeméthi Bornemisza Károly MÁV-tisztviselő, édesanyja Schläger Terézia volt. Kilencen voltak testvérek. A debreceni piarista gimnázium elvégzését követően a budapesti Műegyetem hallgatója lett. Egyetemi tanulmányait megszakítva 1915-ben bevonult, és az olasz frontra került, ahol az 1916-os tiroli és az 1918-as piavei offenzívában is részt vett mint aknavetőosztag-parancsnok. Különleges műszaki feladatokat teljesített, több kitüntetést kapott, a háború végén hadnagyi rangban szerelt le. Hazatérve 1920-ban, kitüntetéssel fejezte be tanulmányait, ezután néhány évig az elektrotechnikai tanszéken volt tanársegéd. Egyetemistaként aktív közéleti szerepet vállalt: megszervezte a Magyar Technikusok Hungária Bajtársi Egyesületét és az egyetemi zászlóaljat, illetve diákjóléti intézményeket hozott létre.
A katedrát elhagyva a Salgótarjáni Kőszénbánya Rt. villamossági osztályára került, aminek vezetője lett. Az osztály 1930-as önállósításakor a létrejövő Hungária Villamossági Rt. igazgatója lett. Ilyen minőségben sokat tett a vidéki városok villamosításáért, illetve több jelentős áramellátási szerződést dolgozott ki.

## Politikai szerepvállalása
1932-ben a frontharcos párt színeiben Budapest törvényhatóságának képviselőjévé választották. Borvendég Ferenc rövid főpolgármestersége (1934) alatt tervezte, hogy kinevezi az egyesített fővárosi gáz- és áramszolgáltatók vezérigazgatójává, halálakor pedig esélyesnek tartották a főpolgármesterségre. Fővárosi karrierje azonban ezzel megszakadt, mert 1935 márciusában kereskedelemügyi miniszterré nevezték ki Gömbös Gyula újjáalakított kormányában. Ezután a Nemzeti Egység Pártja színeiben Kaposváron képviselővé választották. Miniszterként első felszólalásai között javasolta a Kereskedelemügyi Minisztérium szétválasztását Iparügyi és Kereskedelem- és Közlekedésügyi Minisztériummá, amit az Országgyűlés elfogadott Augusztus 1-jén ő lett Magyarország első kereskedelem- és közlekedésügyi minisztere, majd szeptember 2-án megvált posztjától, és átvette az iparügyi tárca irányítását.
Iparügyi miniszter maradt a Darányi-kormányban és az Imrédy-kormányban, ahonnan 1939. november 15-én lépett ki Imrédy jobbratolódása miatt. A Darányi-kormányban ismét viselte a kereskedelem- és közlekedésügyi tárcát. Minisztersége alatt hirdették meg a győri programot. A Kállay-kormányban (1942–1944) ismét ő felelt az iparügyekért.

## A háború után
A második világháborút követően megfosztották Bartha utcai villájától, ahova 1950-ben Gerő Ernő költözött. 1953-ban kitelepítették, visszatérését követően Budakeszin lakott. Közben egy dobozüzemben, majd a Szabványügyi Hivatalban dolgozhatott, miközben folyamatosan megfigyelték. Az 1956-os forradalom után államellenes összeesküvés vádjával bebörtönözték Knob Sándor hajdani GYOSZ-elnökkel és Khuen-Héderváry Károly korábbi felsőházi taggal, mezőgazdasági kamarai vezetővel együtt. Márianosztrán raboskodott, majd amnesztiával hazatérhetett. 1983. június 4-én, Budapesten halt meg.

## Emlékezete
- Alakja felbukkan (említés szintjén) Kondor Vilmos magyar író Budapest noir című bűnügyi regényében.